# Kakaobutter
Kakaobutter, auch Kakaofett, ist ein blassgelbliches, aromatisches Fett, das aus den Samen des Kakaobaums gewonnen wird.

## Gewinnung
Unter Kakaobutter versteht man das durch Abpressen gewonnene, filtrierte oder zentrifugierte Fett aus Kakaokernen oder Kakaomasse. Zur Vorbereitung der Produktion von Kakaobutter werden fermentierte Kakaobohnen geröstet, gebrochen und von den Schalen getrennt. Sie werden anschließend durch erhitzte Walzen zur Kakaomasse zerdrückt. Diese Masse ist im warmen Zustand zähflüssig und erstarrt beim Erkalten. Sie dient als Ausgangsmaterial für verschiedene weitere Produktionsschritte, zum Beispiel um Schokolade, Kakaopulver oder Kakaobutter herzustellen. Um Letztere herzustellen, wird aus der zuvor entstandenen Masse in einer Fettpresse das Fett von den anderen Bestandteilen getrennt. So entstehen ein Pressrückstand (Kakaopresskuchen) und die gewünschte Kakaobutter. Diese wird je nach Verwendungszweck noch raffiniert. Der Kakaopresskuchen kann zu Kakaopulver (umgangssprachlich auch nur als „Kakao“ bezeichnet) weiterverarbeitet werden. Je nach Anteil an verbleibender Kakaobutter in diesem Pulver bezeichnet man es als stark entölt (ca. 11–12 % Fett) oder schwach entölt (20–22 % Fett).

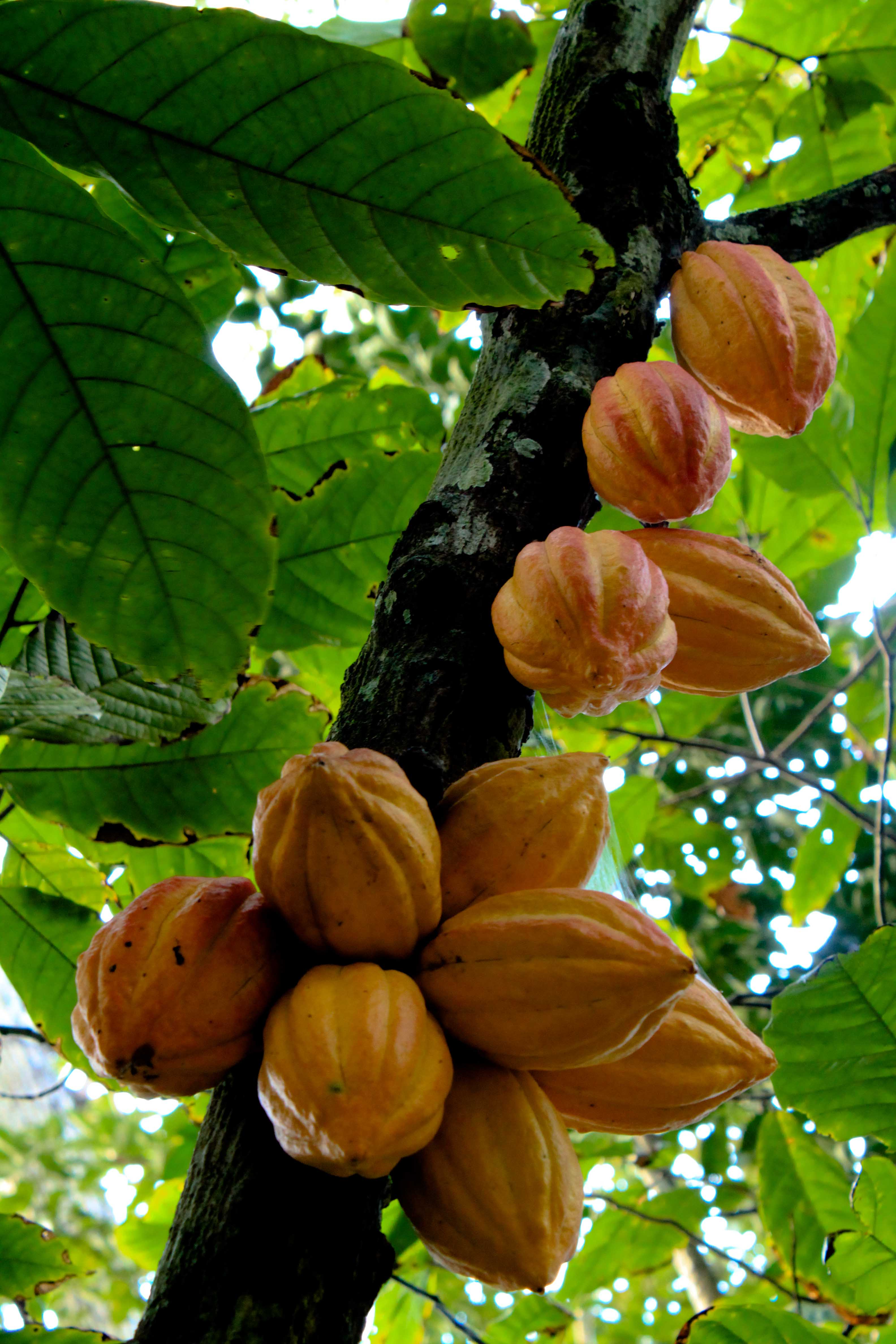
Kakao-Früchte am Baum
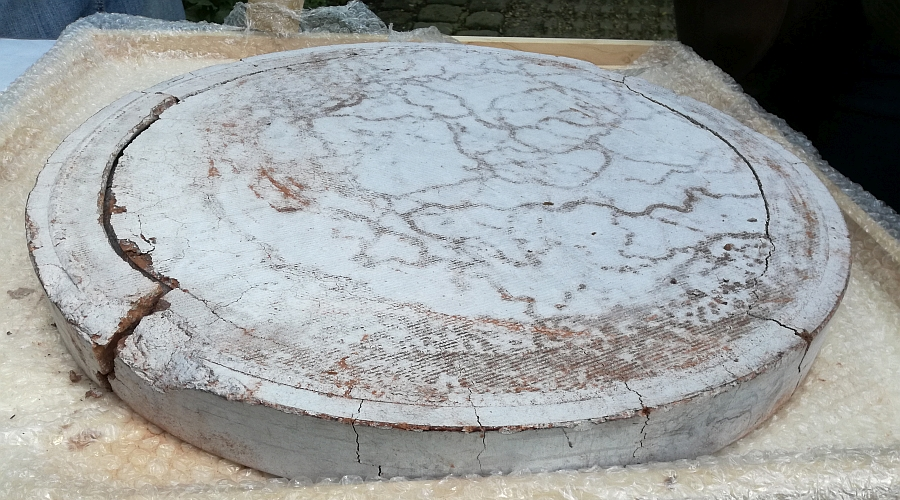
Presskuchen der Kakaomasse
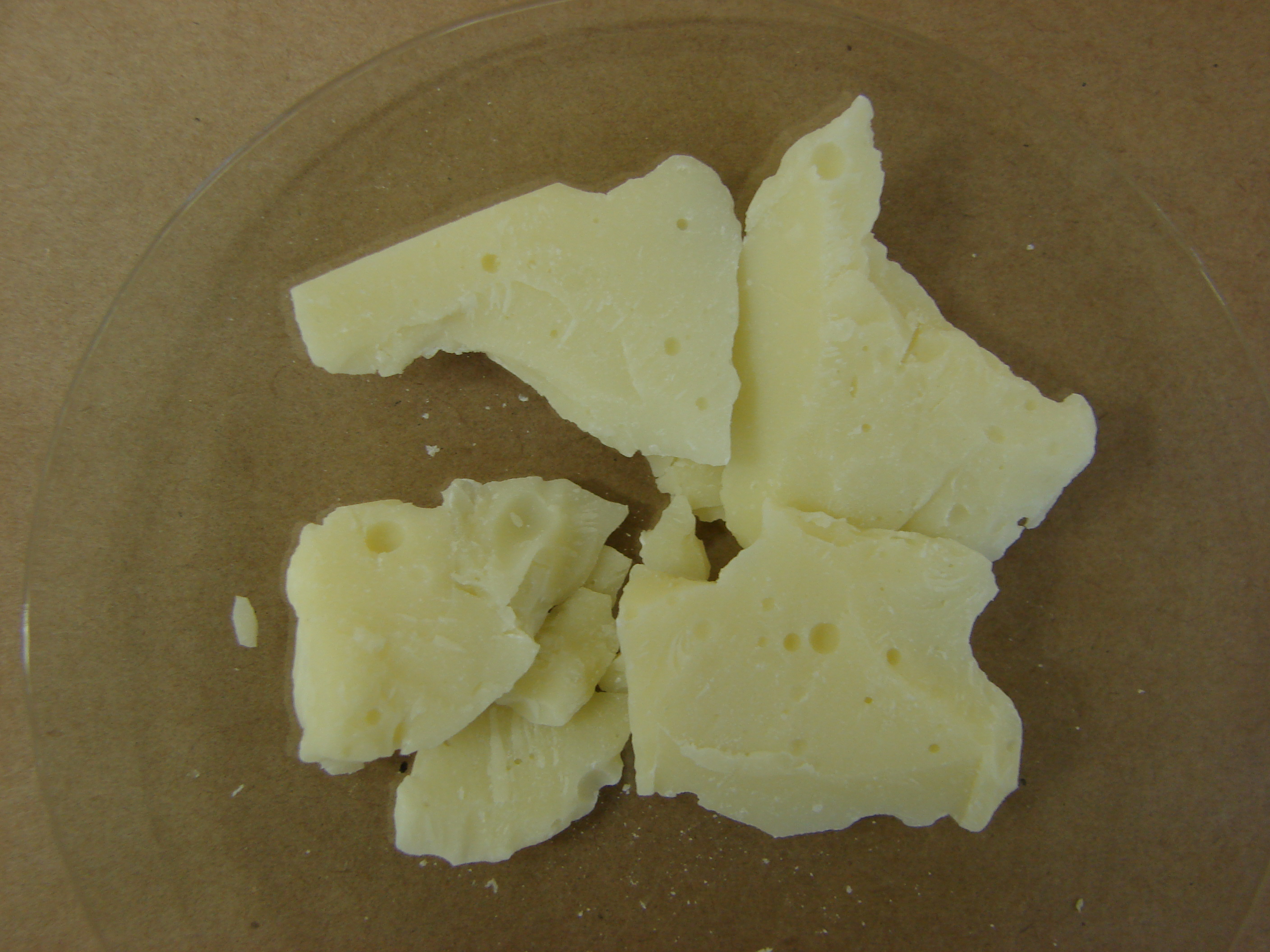
Kakaobutter, stückig

## Eigenschaften und Zusammensetzung

Beispiel für ein Triglycerid in Fetten und Ölen. Der blau markierte Fettsäurerest ist gesättigt, der grün markierte ist einfach, der rot markierte dreifach ungesättigt. Die Doppelbindungen sind cis-konfiguriert. Im Zentrum ist schwarz das dreifach acylierte Glycerin erkennbar. Kakaobutter enthält einen relativ hohen Anteil an gesättigten Fettsäureresten (ca. 54 bis 64 %) und einen geringeren Anteil an mehrfach ungesättigten Fettsäureresten als die meisten Pflanzenöle.

Kakaobutter besitzt eine blassgelbe bis hellgelbe Färbung. Der Geruch ist schwach und kakaoartig. Im Geschmack ist sie mild und mit starkem Kakaogeschmack. Ihr Schmelzpunkt liegt zwischen 28 und 36 °C, und sie ist bei Zimmertemperatur spröde.
Kakaobutter besteht chemisch vorwiegend aus Triglyceriden verschiedener Fettsäuren. Außerdem enthält Kakaobutter geringe Gehalte an Sterinen und Methylsterinen, wie β-Sitosterin, Stigmasterin, Campesterin und Spuren von Cholesterin.
Kakaobutter kristallisiert ausgeprägt polymorph, sie bildet sechs Kristallformen mit Schmelzpunkten zwischen 17,3 °C und 36,3 °C. Die vier Hauptmodifikationen werden als α-, β-, β'- und γ-Modifikation bezeichnet. Nur die β-Modifikation schmilzt bei annähernd Körpertemperatur und ist thermodynamisch stabil, wohingegen die α-, β'- und γ-Modifikationen unterhalb von 28 °C schmelzen und thermodynamisch instabil sind. Wichtig ist, dass bei der Herstellung der Schokolade die Kakaobutter in der β-Modifikation auskristallisiert. Auch bei der Zäpfchenherstellung, für die früher ebenfalls Kakaobutter verwendet wurde, musste durch eine sorgfältige Temperaturführung beim Schmelzen und Ausgießen der Zäpfchenmasse die bei Raumtemperatur feste β-Modifikation erzeugt werden.
In der Pharmazie wird unter anderem die Bestimmung des Schmelzpunktes zur Identifizierung der Kakaobutter herangezogen. Zuvor muss die Kakaobutter gemäß den Vorschriften des Deutschen Arzneibuchs (DAB) vorbehandelt werden, damit die zwischen 31 °C und 35 °C schmelzende stabile β-Modifikation entsteht.
Stoffe mit ähnlichen chemischen und physikalischen Eigenschaften werden Kakaobutteräquivalente genannt und können als Ersatz oder zum Mischen mit Kakaobutter verwendet werden.

## Verwendung

### In der Pharmazie
Früher wurde Kakaobutter als Zäpfchengrundlage und in Salben verwendet. Heute hat Kakaobutter in der Pharmazie aufgrund ihrer Nachteile – schlechtes Erstarrungsverhalten aufgrund von Polymorphie, fehlende Volumenkontraktion beim Erkalten, geringes Wasseraufnahmevermögen – so gut wie keine Bedeutung mehr. Sie ist weitgehend durch Grundlagen mit besser geeigneten Eigenschaften abgelöst worden.

### In der Kosmetik
Im Bereich der Kosmetik findet man Kakaobutter in Lippenpflegestiften und Körperpflegeprodukten, da sie bereits bei Körpertemperatur schmilzt und ein weiches Hautgefühl hinterlässt. So eignet sie sich auch besonders gut bei trockener und rissiger Haut und dient aus diesen Gründen als Zusatz in Badezusätzen, Lotionen und Körperpflegecremen, Lippenpflegeprodukten und in Balsamen. Auch in Antifaltencremes ist sie häufig zu finden, da sie Falten vor allem rund um Augen und Mund mildern soll. Auch Schwangerschaftsstreifen soll das Einreiben mit Kakaobutter vorbeugen. Wichtig ist die Kakaobutter ferner für Seifen. Hier bildet sie im Zusammenhang mit Alkalien eine gute, feste und milde Seife, aber sie kann auch zum Überfetten von Seife oder als Basisöl in luxuriösen Seifen eingesetzt werden.
In der kosmetischen Verwendung ist die Bezeichnung für Kakaobutter THEOBROMA CACAO SEED BUTTER (INCI).

### In der Parfümerie
Hier wird sie manchmal als Fettschicht bei der Enfleurage verwendet, die dann aus den Blüten die Duftstoffe aufnimmt. Diese wiederum werden durch Alkohol wieder ausgezogen und zur Parfümherstellung verwendet.

### In der Lebensmittelindustrie
In der Lebensmittelindustrie, auch in der Konditorei sowie in der Chocolaterie wird Kakaobutter zur Herstellung von Nougat und weißer Schokolade verwendet. Sie kann auch Milch- und Schmelzschokolade zugesetzt werden. Des Weiteren wird Oleum Cacao mit der beim Pressen gewonnenen Fruchtmasse zu Kuvertüre verarbeitet, welche als Überzug für Gebäck oder Pralinen dient.

### Als Abwehrmittel
Als Hausmittel wird Kakaobutter als Abwehrmittel gegen Insektenstiche eingesetzt.

## Lagerstabilität
Kakaobutter enthält einen hohen Anteil gesättigter Fettsäuren (ca. 60 %) und nur einen sehr geringen Anteil mehrfach ungesättigter Fettsäuren (0–5 %). Sie gehört damit zu den stabileren Fetten und ist bei richtiger Lagerung (u. a. kühl und lichtgeschützt) bis zu zwei Jahre lang haltbar.